# Principio de Abstracción y Variabilidad
El Principio de Abstracción y Variabilidad, afirma que para toda constante real, existe una variable de grado superior que la engloba. Es decir, para cualquier valor concreto que pueda experimentarse empíricamente, siempre subyace un principio abstracto que lo contiene como caso particular del mismo.
En último término, el mayor grado de abstracción, será el concepto de idea platónico que englobará a todas las constantes posibles del Universo.
Desde un punto de vista Matemático, la abstracción final, será una estructura algebraica o topográfica que genere una ecuación global del Universo: Teorías del Todo.
En sistemas complejos, la variable que engloba a cualquiera de sus valores que constante, posee más propiedades que cualquiera de sus valores constantes; a esa propiedad se le llama Emergente.